# Rogolo

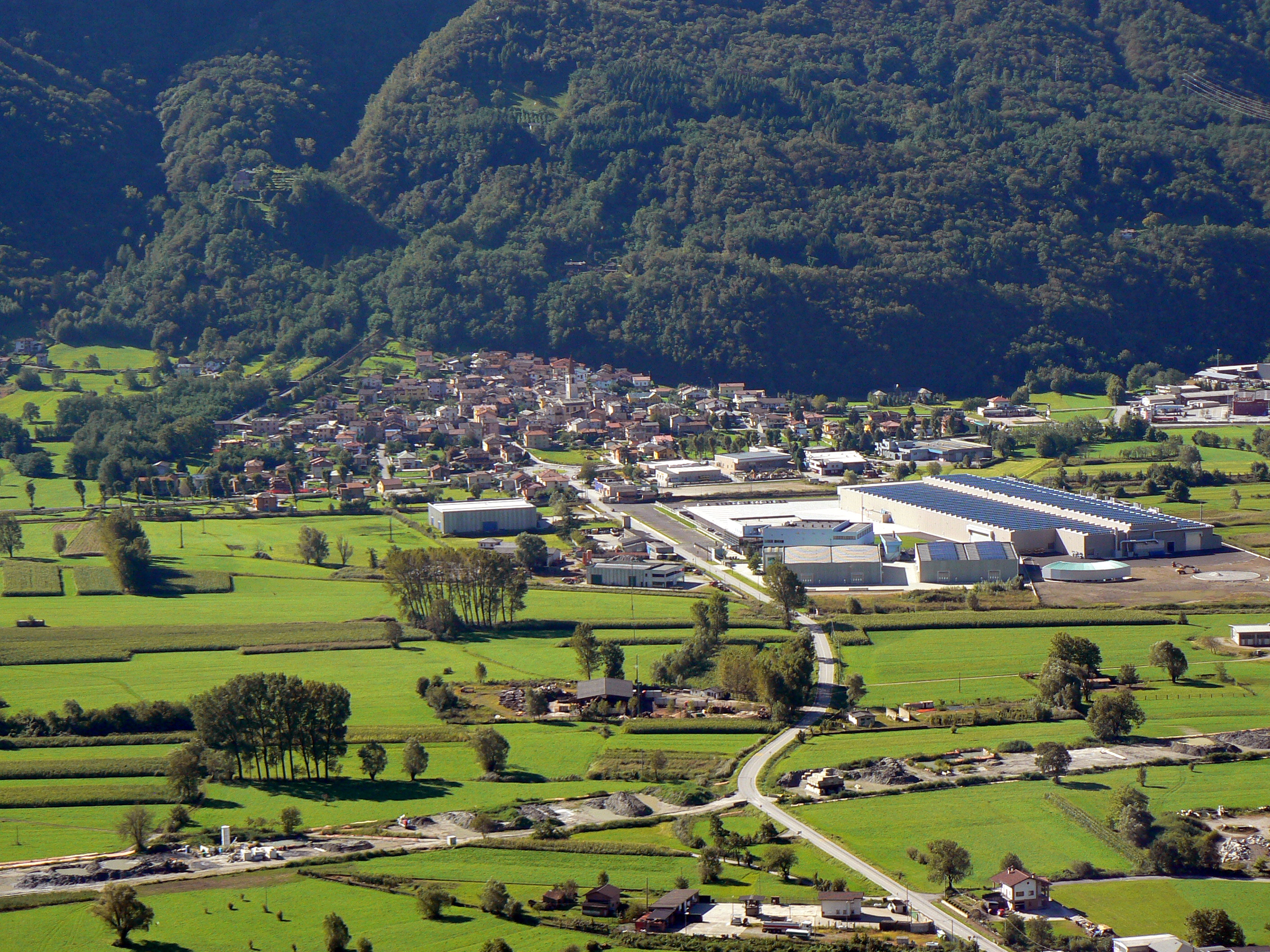
Abitato, gemeente Rogolo

Rogolo is een gemeente in de Italiaanse provincie Sondrio (regio Lombardije) en telt 508 inwoners (31-12-2004). De oppervlakte bedraagt 13,0 km², de bevolkingsdichtheid is 39 inwoners per km².

## Demografie
Rogolo telt ongeveer 208 huishoudens. Het aantal inwoners steeg in de periode 1991-2001 met 5,5% volgens cijfers uit de tienjaarlijkse volkstellingen van ISTAT.
| Jaar | Inwoneraantal |
| ---- | ------------- |
| 1991 | 475           |
| 2001 | 501           |

## Geografie
Rogolo grenst aan de volgende gemeenten: Andalo Valtellino, Cosio Valtellino, Delebio, Mantello, Pedesina, Premana (LC), Rasura.